# Брагинский сельсовет
Брагинский сельсовет — сельское поселение в Курагинском районе Красноярского края.
Административный центр — село Брагино.

## Население
| 2010 | 2012 | 2013 | 2014 | 2015 | 2016 | 2017 |
| ---- | ---- | ---- | ---- | ---- | ---- | ---- |
| 785  | ↘776 | ↘745 | ↘728 | ↘710 | ↘709 | ↘683 |

## Состав сельского поселения
В состав сельского поселения входят 3 населённых пункта:
| № | Населённый пункт | Тип населённого пункта       | Население |
| - | ---------------- | ---------------------------- | --------- |
| 1 | Брагино          | село, административный центр | 659       |
| 2 | Новая Шушь       | посёлок                      | 4         |
| 3 | Тагашет          | посёлок                      | 122       |

## Местное самоуправление
Брагинский сельский Совет депутатов
Дата избрания: 04.12.2011. Срок полномочий: 5 лет. Количество депутатов:  10
Глава муниципального образования
- Росолов Юрий Филиппович. Дата избрания: 04.12.2011. Срок полномочий: 5 лет